# 唐崎信通
唐崎 信通（からさき のぶみち）は江戸時代の安芸国竹原礒宮八幡神社宮司。号は辛斎。梨木祐之、松岡仲良、谷川士清門下。弟は唐崎彦明、子は唐崎士愛。

## 生涯
元禄11年12月23日（1699年1月23日）安芸国賀茂郡礒宮八幡神社唐崎清継の長男として生まれた。幼名は幸之助、左門、後に織部。
享保2年（1717年）烏帽子・斎服を許され、享保3年（1718年）上総介に任じられた。享保4年（1719年）京都に留学して2年間山崎闇斎門下西宮筑後守に学んだ。享保8年（1723年）梨木祐之、享保19年（1734年）松岡仲良、元文以前谷川士清に入門し、寛保2年（1742年）1月士清から神道許状を受けた。
竹原に帰郷後、『日本書紀』等を講義した。延享元年（1744年）飛鳥井家に詩并序を献上し、士清から「風水草」の秘伝を受けた。延享4年（1747年）5月急死し、長生寺に葬られた。

## 著書
- 『辛斎説』 - 元文5年（1740年）6月30日[2]。

## 親族
- 父：唐崎清継
- 母：吉井氏[1]
  - 弟：唐崎信順 - 幼名は半平[1]。
  - 弟：唐崎信利 - 幼名は半蔵[1]。
  - 弟：唐崎彦明
- 妻 - 三津榊山神社出雲守行友吉清娘[1]。
- 子：唐崎士愛